# Горизонт 2020
«Горизонт 2020» (англ. Horizon 2020, нем. Horizont 2020) или Восьмая рамочная программа Европейского Союза по развитию научных исследований и технологий (РП8) — семилетняя программа финансирования Европейского Союза для поддержки и поощрения исследований в Европейском исследовательском пространстве в период с 2014 по 2020 год. Крупнейшая рамочная программа за всю историю ЕС, бюджет которой составляет 80 миллиардов евро в ценах 2011 года.

## История появления программы

### Лиссабонская стратегия
В 2000 году Европейский Совет утвердил Лиссабонскую стратегию, направленную на повышение его глобальной конкурентоспособности и созданию самой динамичной в мире экономики к 2010 году. В 2002 году в Барселоне Евросоюз поставил ещё одну цель: к 2010 году затраты на науку должны составлять не менее 3 % от ВВП ЕС. После объявления целей Лиссабонской стратегии многие исследователи скептически отнеслись к амбициям руководства ЕС, которые обещали гражданам максимальный рост экономики и социальную справедливость на фоне намечавшегося финансового кризиса. В 2005 году в Брюсселе были рассмотрены промежуточные результаты лиссабонской стратегии, всего 2 страны из 15 к этому времени смогли довести отчисления на науку до 3 % от ВВП, также был выявлен ряд других проблем, решить которые помешало, по мнению главы Европейской комиссии Ж. М. Баррозу, отсутствие слаженности. В 2000—2005 гг. среднегодовые темпы роста экономики Евросоюза не превышали 2 % из-за трудностей, с которыми столкнулась мировая экономика в начале XXI века. В итоге в 2005 году лиссабонские цели подверглись редакции, из стратегии были исключены два пункта: решение экологических проблем и реализация социальных программ. Также исчез крайний срок реализации поставленных целей.
В 2007 году вступила в действие Седьмая рамочная программа ЕС по развитию научных исследований и технологий. До этого рамочные программы Евросоюза охватывали период в 5 лет, а начиная с Седьмой, этот срок увеличился до 7 лет. Седьмая рамочная программа отличалась от предыдущих тем, что значительно был упрощён бюрократический аппарат; был сделан акцент на исследованиях, которые бы отвечали интересам промышленности; разделением финансовых рисков и уделением внимания развитию регионов.
В 2008 году экономики всех государств столкнулись с мировым финансовым кризисом. В результате этого кризиса Европа замедлила своё экономическое развитие, что сказалось на реализации Рамочной программы. Главными проблемами европейских стран стали: высокий уровень безработицы, возрастающий уровень внешнего долга.

### Европа 2020
В 2010 году была принята новая стратегия экономического развития «Европа 2020», в ней также поставлен план десятилетнего развития стран-участниц Европейского союза. Стратегия устанавливает 5 претенциозных задач: повышение трудовой занятости населения и инноваций, улучшение качества образования, социальная интеграция и решение проблем, связанных с изменением климата и недостатком энергетических и других ресурсов. Для их реализации было выдвинуто семь главных инициатив, одна из которых Инновационный союз (англ. Innovation Union) — формирование научно-технической и инновационной политики, способной реагировать на вызовы современности. Одной из целей «Европы 2020» осталась нереализованная: 3 % от ВВП на исследования и разработки.
9 февраля 2011 года Еврокомиссией был распространен проект «От вызовов к возможностям: на пути к общему стратегическому видению финансирования исследований и инноваций в ЕС», который определил основные приоритеты исследований и разработок в ЕС. 21 июня 2011 года комиссар Еврокомиссии по исследованиям, инновациям и науке Маэр Джоржиган-Квин представил название будущей программы: «Горизонт 2020 — рамочная программа по научным исследованиям и инновациям» (англ. Horizon 2020 - The Framework Programme for Research and Innovation). Название было утверждено по итогам конкурса на лучшую формулировку. Бюджет «Горизонта» по ценам 2011 года оценивался в 80 млрд евро.

## Отличия от предыдущих программ
В «Горизонте 2020» произошёл ряд качественных изменений в сравнении с предыдущими рамочными программами ЕС. Такими изменениями стали:
- Упрощение процедур получения грантов, что позволяет получать их в 100-дневный срок;
- Открытость к исследователям, предлагающим нетрадиционные идеи;
- Маркетинг проекта;
- Расширение поддержки рынка инноваций;
- Решение социокультурных проблем;
- Расширение возможностей для новых участников, представляющих свои работы.

## Бюджет

Ориентировочный бюджет программы по оценке 2013 года

Изначально Европейской комиссией был объявлен бюджет программы в 87 миллиардов евро, однако при пересмотре бюджета ЕС эта сумма была уменьшена до 70,2 млрд евро. Приняв во внимание рост инфляции, Еврокомиссия запустила «Горизонт 2020» в 2014 году, в 2011 году бюджет восьмой рамочной программы был оценён в 80 млрд евро. Кроме того, для поддержки отстающих экономик и регионов Европейского союза около 86 млрд евро предоставляется фондами европейской программы выравнивания.

## Структура программы
По сравнению с 7 рамочной программой, акцент сделан на рисковые исследования и инновации, которые призваны привести к бизнес-прорывам в европейской экономике.
«Горизонт 2020» основан на трёх основных приоритетах, каждый из которых включает в себя ряд программ:
- Передовая наука (англ. Excellent Science) — 24,6 млрд €
  - Европейский исследовательский совет (ERC);
  - Будущие и возникающие технологии (FET);
  - Программа «Мари Кюри»;
  - Инфраструктура для науки.

- Социальные вызовы (англ. Societal challenges) — 31,7 млрд €
  - Здоровье, демография и качество жизни;
  - Пищевая безопасность, устойчивое развитие сельского хозяйства и биоэкономики;
  - Безопасная, чистая и эффективная энергетика;
  - Интеллектуальный, экологически чистый и интегрированный транспорт;
  - Изменения климата, эффективное использование ресурсов и сырья;
  - Открытое, инновационное и безопасное общество.

- Индустриальное лидерство (англ. Leadership in enabling and industrial technologies) — 17,9 млрд €
  - Развитие приоритетных направлений промышленных технологий:

 — Информационные и коммуникационные технологии;
 — Нанотехнологии;
 — Современные материалы;
 — Биотехнологии;
 — Перерабатывающая промышленность;
 — Космос.
- Доступ к капиталу;
- Инновации для малых и средних предприятий.

## Правила участия
«Горизонт 2020» является открытой программой, участие в которой может принять организация практически из любого государства. Однако участники Рамочной программы ЕС делятся на три типа:
- страны-члены Европейского Союза (EU MSs);
- ассоциированные участники (АС): Албания, Армения, Израиль, Исландия, Лихтенштейн, Македония, Черногория, Норвегия, Сербия, Турция, Швейцария, Босния и Герцеговина, Фарерские острова, Молдова, Украина, Грузия;
- третьи страны — государства, не входящие в состав EU MSs и АС.

Организации третьих стран, согласно Правилам участия в программе «Горизонт 2020», могут принимать участие в РП8, однако не имеют права на автоматическую финансовую поддержку из бюджета программы. Организации-участники могут входить в консорциумы, но финансирование для своих проектов должны искать сами. Несмотря на это, финансирование проектов организаций из третьих стран предусматривается в некоторых случаях: финансирование указано в тексте объявленного конкурса, финансирование предоставляется в рамках двустороннего соглашения о научно-техническом сотрудничестве или согласно любому другому документу, подписанному ЕС и третьей страной, Еврокомиссия расценивает участие организации необходимым для выполнения проекта, финансируемого в рамках «Горизонт 2020».
В 2022 году в рамках пакета санкций Европейской комиссии «против путинского режима в ответ на его жестокую агрессию против Украины и украинского народа» участие российских общественных организаций в программе «Горизонт 2020» было остановлено.